# La Croix-Helléan

La Croix-Helléan este o comună în departamentul Morbihan, Franța. În 1 ianuarie 2022 avea o populație de 881 de locuitori.